# Diemode
Diemode (també coneguda com a Diemoth, Diemudus, Diemut, Diemud, Diemuth, Diemudis) (nascut al voltant de 1060, morta el 30 de març, probablement el 1130) va ser el nom d'una reclusa a l'abadia de Wessobrunn a l'Alta Baviera. ("Diemoth" és la paraula en alemany medieval per "humilitat" o "modèstia"). Va treballar en 45 manuscrits de 1075 a 1130.

## Vida i obres
Es coneix poc sobre la vida privada de Diemoth. La major part de la nostra informació es basa en un biògraf del segle xvi. Gran part d'això s'ha de considerar com una llegenda embellida més que el fet. Segons la versió tradicional, va néixer en el si d'una noble família bavaresa o suàbia i, encara que sent una nena va ingressar al monestir benedictí de Wessobrunn Això gairebé no és cert, ja que el monestir de Wessobrunn era només per a homes fins almenys el 1100. Els religiosos no haurien assumit la necessitat d'educar a una sola jove. Per tant, és molt més probable que Diemoth ingressés al monestir de Wessobrunn com a adulta. La seva habilitat cal·ligràfica mostra proves d'entrenament professional, de manera que és probable que Diemoth no arribés a Wessobrunn fins després d'una carrera activa com a escriba professional. El seu coneixement del llatí indica que va ser educada en un institut eclesiàstic, probablement un doble monestir a Alemanya.
Diemoth s'havia tancat en una cel·la adjacent a l'església, on va passar la resta de la seva vida en oració i en la transcripció de valuosos llibres. A causa de la seva cal·ligrafia excepcionalment bella, va ser anomenada "la bella escriptora". Va copiar quaranta-cinc volums, dels quals els més importants són: la Bíblia; la Moralia i altres obres de sant Gregori el Gran; set obres de sant Agustí; quatre de sant Jeroni; dos d'Orígenes; i al voltant de quinze obres litúrgiques.
Diemoth va ser un gran amic de la beata Herkula amb qui va intercanviar nombroses cartes mentre que aquesta darrera era reclusa al monestir veí d'Epfach. Les cartes van ser conservades al monestir de Bernried, on Herluka va passar els últims anys de la seva vida, però desgraciadament van caure presa dels estralls de les forces de Suècia durant la Guerra dels Trenta Anys. Alguns dels manuscrits de Diemoth encara es conserven a la Bayerische Staatsbibliothek de Múnic, on van ser portats després de la secularització de Wessobrunn el 1803.
Diemoth va ser enterrada a la basílica de Nostra Senyora a Wessobrunn, al costat dels cossos de l'abat Thiento i els seus sis companys, que van patir el martiri a mans dels hongaresos l'any 955. El 1709 les seves restes van ser traslladades a l'església abacial de Sant Pere. De vegades se l'anomena "beneïda", encara que ella mai no ha rebut veneració pública i mai va ser beatificada formalment.